# Song for Someone
«Song for Someone» — третий сингл ирландской рок-группы U2 из альбома Songs of Innocence, выпущенный 11 мая 2015 года.

## О композиции
Боно посвятил «Song for Someone» своей жене, Эли: «Прежде чем я понял, что такое „обязанности“, я был молодым парнем в руках этой молодой девушки в мире, несколько враждебном к таким понятиям как „возлюбленная детства“ и „первая любовь“». Для автора само понятие «любви» — не решение, принятое в некий пиковый момент, а устойчивое состояние, уже не зависящее от чувств, чтобы проверять его.
Для продвижения сингла группа выступила в шоу The Tonight Show Starring Jimmy Fallon. Песня исполнялась на каждом концерте тура Innocence + Experience Tour. В качестве дополнительной раскрутки сингла на отдельных концертах европейской части турне фанаты могли зайти в специальный «Experience Bus» (рус. "Автобус Ощущений"), оборудованный шлемами виртуальной реальности, и просмотреть специальное видео «Song for Someone», в котором показано исполнение песни с «e-сцены» тура, перемежающееся кадрами с поющими фанатами.
Первый видеоклип представляет собой 9-минутный фильм с участием Вуди Харрельсона и его дочери Зои. В нём освобождённый из тюрьмы встречает свою уже позврослевшую дочь. Второй, чёрно-белый клип (версия Мэтта Махурина, ранее работавшего над клипами U2 к «Love Is Blindness» и «With or Without You») был выпущен 27 августа 2015 года. В нём изображён путешественник, падающий и катящийся по земле, а фронтмен группы, находящийся среди облаков, обращает к нему слова поддержки и тянется к ночному небу, чтобы достать звезду: «There is a light / Don’t let it go out».